# Kanárimadár

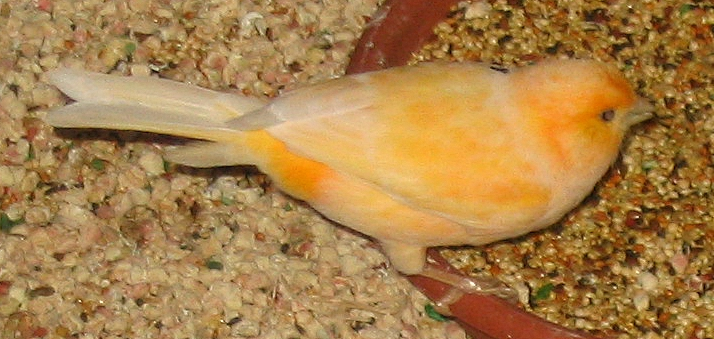

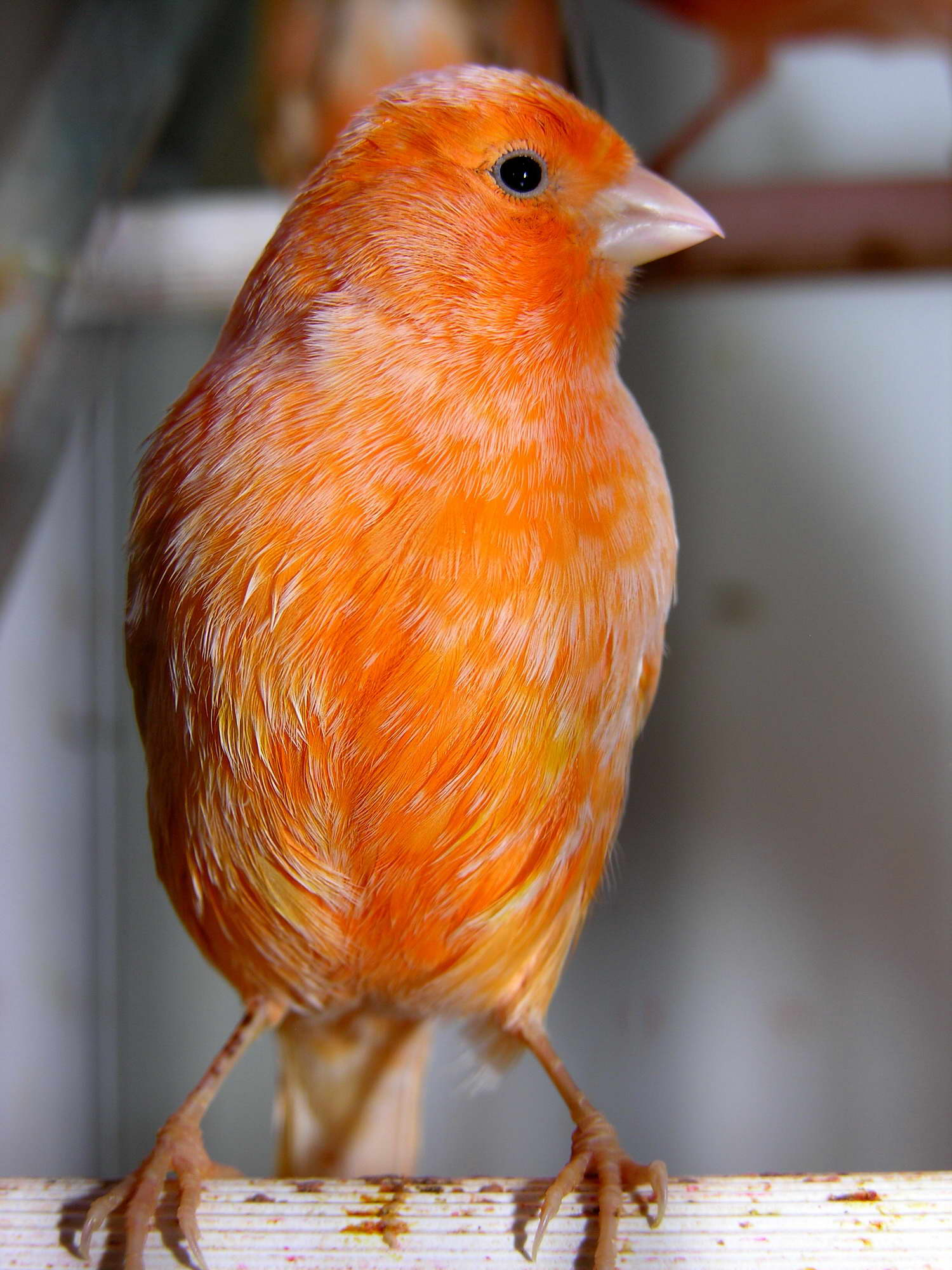

A kanárimadár (Serinus canaria) a madarak (Aves) osztályának verébalakúak (Passeriformes) rendjébe és a pintyfélék (Fringillidae) családjába tartozó faj.

## Előfordulása
Az Azori- és Kanári-szigeteken, valamint Madeira erdeiben, gyümölcsöseiben és kertjeiben még található vadon élő kanárimadár.
Sikeresen betelepítették a Hawaii szigetekre. 
Számos sikertelen betelepítési kísérlet történt szerte a Földön, így Ausztrália, az Amerikai Egyesült Államok, a Bermuda-szigetcsoport, Új-Zéland, Anglia és Olaszország területén is megpróbálták meghonosítani ezt a kedvelt madarat.

## Megjelenése
Testhossza 12–13 centiméter, szárnyfesztávolsága 20–23 centiméter, testtömege 15–20 gramm. A vadon élő madarak tollazata felül szürkésbarna, míg melle és fara zöldessárga. Sokféle színváltozata van mint kalitkamadárnak.

## Életmódja
Társas madár, több madár keresi együtt táplálékát. Táplálékát túlnyomórészt magvak, levél- és virágrügyek teszik ki.

## Szaporodása
Ivarérettségüket 1 éves korban érik el. A költési időszak januártól júliusig tart, egyes területeken ebben az időszakban akár ötször is költenek. A fészekalj 3-5 kékeszöld tojásból áll, ezeken vörhenyesbarna vagy ibolyaszín foltok találhatók. A tojásokon kimondottan csak a tojó kotlik, 14 napig, ez időben a hím eteti a nőstényt. A fiatal madarak körülbelül 15 nap után repülnek ki.

## Rokon fajok
A tengelic, a kenderike, zöldike mind rokonai a kanárimadárnak, de a legközelebbi rokona a csicsörke.

## Háziasítása
Népszerű kalitkamadár, szép énekéért tartják. Latin neve Serinus canaria forma domestica. Manapság sok megjelenési formája ismert, ezek közül néhány akár fajtának is tekinthető. Ezeket ma három fő csoportba sorolják: énekes, szín- és alak-kanárik. Legrégebbi hagyománya Európában a Harzer Roller (nemeskanári) tenyésztésének van. Ezt a fajtát a Harz-hegység bányászai tenyésztették ki, a bányákban jelzőmadárként használták. A tudatos tenyésztés megalapozója Wilhelm Trute volt. Magyarországon a szervezett díszmadártenyésztés is ezzel a fajtával kezdődött 1902-ben. A madár énekét négy fő futamra osztják, és ezeket aprólékosan értékelik az évente megrendezett versenyeken. A második világháborúig lényegében díszmadáron ezeket a madarakat értették. Azóta a tenyésztése jelentősen visszaesett, a csekély számú roller-kedvelő ma az MDOSZ Roller Szakcsoportjába tömörül.